# Чебалин, Евгений Васильевич
Евгений Васильевич Чебалин (род. 1940, Наурская, Орджоникидзевский край) — советский и российский писатель, председатель Союза писателей Чечено-Ингушской АССР (1983—1988).

## Биография
Родился в станице Наурская, Орджоникидзевский край (сейчас Чечня). Детство и юность Чебалина прошли в селе Чечен-Аул. Окончил среднюю школу в Гудермесе. Занимался силовой акробатикой, плаванием и самбо. Выполнил норматив мастера спорта по плаванию. Окончил спортивный факультет Чечено-Ингушского государственного педагогического института. В годы учёбы был солистом народного оперного театра, занимался в драматическом кружке. Параллельно, не закончив даже музыкальной школы" самостоятельно осваивал игру на фортепиано. Через несколько лет играл в концертном исполнении сонаты Бетховена, Моцарта и другие классические произведения .
После окончания института работал в Грозненском русском драматическом театре. Играл в спектаклях «Гамлет» и «Варшавская история». Был призван в армию. Служил морпехом и старшим пулемётчиком торпедного катера Каспийской флотилии. На третьем году службы был переведён солистом хора в ансамбль песни и пляски. На гастролях ансамбля ему довелось петь с Эдитой Пьехой и Муслимом Магомаевым, в 1965 году на юбилейном фестивале ансамбля в Москве сыграл «Апассионату» Бетховена на Кремлёвской сцене.
После демобилизации вернулся в Грозный. Работал корреспондентом и заведующим отделом газеты «Комсомольское племя». С 1969 года — ответственный секретарь газеты «Колымская правда» (Якутия), а со следующего — собкор радио и телевидения якутского Заполярья в низовьях Колымы, Индигирки и Пены, общей площадью более Польши.. В 1975 году поступил в аспирантуру ГИТИСа. Две его пьесы были поставлены в московских театрах — театре Сатиры и имени Вахтангова. Как следствие, личным распоряжением министра культуры Мелентьева был оставлен в аспирантуре на второй год. После окончания аспирантуры в 1979 году стал председателем Союза писателей Чечни и членом Совета по драматургии при Союзе писателей России.
В 1986 году был вынужден оставить Чечено-Ингушетию. Причины отъезда автора, затронувшие почти двести тысяч русскоязычных жителей, описаны в аналитическом эссэ Чебалина «Чечня в крови», материалы для которого предоставили автору Министр внутренних дел СССР А. Власов, и Пресс-бюро КГБ СССР. После отъезда работал корреспондентом газет «Советская Россия» и «Литературная Россия» на Северном Кавказе. Один из фильмов, снятых по его сценарию, был показан по Центральному телевидению. По его материалам принимались решения премьер министром России А. В. Власовым, Советом министров СССР и ЦК КПСС. После публикации его статьи в газете «Правда» «Негде пасти осетровое стадо» были восстановлены нерестилища осетровых на Тереке и в Каспийском море. Также в «Правде» была опубликована статья Чебалина «Свет и тени успеха», после которой в начали внедрять передовую технологию разведения рыбы Бекина. Дважды показанный по центральному телевидению фильм «Миллиарды в чемоданчике» привёл к началу производства уникальной сеялки АУП-18 изобретателя Прохорова на заводе «Сызраньсельмаш».
В 1995 году создал собственное предприятие по розливу питьевой воды.
Всего за период по 2020 год Чебалиным опубликованы в региональной и центральной прессе более пятисот статей, очерков и фельетонов. Наиболее масштабная и вызвавшая огромный резонанс публицистика Чебалина — беседы с главным режиссёром Малого театра Ю. М. Соломиным и Председателем Верховного совета России Р. И. Хасбулатовым.
12 пьес Чебалина поставлены в 64 театрах на территории СССР и за его рубежами. По его романам защищены докторские диссертации в Гарварде, университете Гёте, Сорбонне, о них высоко отзывались послы Индии, Ирана, Кубы. Об этом евразийского читателя оповестил Международный Болгарский альманах «Литературен Свят», который отслеживает рецензии и отклики на его романы в мировой и Российской прессе и публикует их.(сайт Е.Чебалина) . Его статьи публиковались в газетах «День», «Завтра», "Правда", «Советская Россия», «Литературная газета», «Российский писатель» и т. д. Опубликованы более двухсот рецензий на его произведения. Общий тираж его романов «Час Двуликого» и «Гарем ефрейтора», переиздаваемых шесть раз, составил около двух миллионов экземпляров. Чебалин — академик, Действительный член Петровской академии наук и искусств (ПАНИ, удостоверение РА 1639), лауреат Международных премий «Золотое перо Руси» и «Русский Гофман», кавалер Индо-арийского ордена «Кшатрий» и высшей награды ПАНИ «Пётр Великий», медалей «Маршал Жуков» и «Генералиссимус Суворов». член Союза писателей России и Евразийской гильдии писателей OPEN EURASIA, победитель Международного конкурса драматургов «Время драмы» с пьесой «Багряный разлом».

## Произведения

### Романы
- «Час Двуликого»;
- «Гарем Ефрейтора»;
- «Безымянный Зверь»;
- «СТАТУС-КВОта»
- «Нано-SAPIENS»
- «Ковчег для Третьей мировой»

### Пьесы
- «За железным зайцем»;
- «Добежать, отдышаться…»;
- «По обе стороны провала»;
- «Кокон»;
- «Петушья рать»;
- «Бедная, бедная Русса»;
- «Присвоить звание „мужчина“»;
- «Штык для операции хребта»;
- «Многоуважаемый шкаф»;
- «На изломе»;
- «Дорога»;
- «Железом и кровью»;
- «Столыпин».

, Багряный разлом